# Ismael Blat
Ismael Blat Monzó (Benimámet, Valencia, 6 de noviembre de 1901 - ibidem, 10 de junio de 1976) fue un pintor, dibujante y grabador español, hermano del ceramista Alfonso Blat.
Se especializó en temas costumbristas, retratos, bodegones y flores. Su estilo tendía a destacar la elegancia de sus modelos, alejándose del realismo convencional a sus retratos. Pintó las conchas de la ermita de Colata de Montaberner. Alfons Garcia Ninet definiría a Ismael Blat como uno de los pintores retratistas más reconocidos del régimen de Franco.

## Trayectoria
En 1913 entró a trabajar en la fábrica de cerámicas Gregorio Muñoz Dueñas de Manises, encargándose del dibujo de los azulejos, donde consolida su fama como pintor cerámico. Dos años después, comenzó a trabajar en la también manisera Fábrica de cerámica de Justo Vilar, donde continuó la tarea pictórica cerámica. Simultaneaba el trabajo con la Real Academia de Bellas Artes de San Carlos, donde recibía clases nocturnas de dibujo y donde tuvo de profesores a Isidoro Garnelo Fillol y a Constantí Gómez Salvador. En 1917 ingresó en el Colegio Mayor San Juan de Ribera y, finalizados sus estudios, se trasladó a Madrid, viajando posteriormente por Francia, Alemania, Bélgica, Países Bajos, Inglaterra y Marruecos. Viajó también por México, Venezuela y Centroamérica y en 1950 estuvo en Cuba, donde realizó con éxito algunas exposiciones, una de ellas en 1954 en el Salón de Conferencias del Capitolio Nacional de La Habana. En 1959, al llegar Fidel Castro al poder, Ismael Blat retornó a Benimámet, residiendo en la Alquería de los Cipreses hasta el año 1976, fecha de su defunción.

## Exposiciones
- 1930 - Gran Salón del Museo de Arte Moderno de Madrid.[1]
- 1942 - Museo de Arte Moderno de Madrid.